# Paduch (dolina)
Paduch – dolina na Wyżynie Olkuskiej w Ojcowskim Parku Narodowym. Administracyjnie znajduje się w obrębie miejscowości Skała w województwie małopolskim, w powiecie krakowskim w gminie miejsko-wiejskiej Skała.
Dolina Paduch jest orograficznie lewym odgałęzieniem Doliny Prądnika. Ma wylot na wysokości około 333 m n.p.m. na dużym zakręcie drogi z Ojcowa do Sułoszowej, naprzeciwko skały Górczyna. Dolina wznosi się w kierunku północno-wschodnim, wcinając się we wzniesienie Łysa Góra (431 m). Dno doliny jest trawiaste i biegnie nim gruntowa droga do miejscowości Skała. Zbocza doliny porasta las. W lesie tym z rzadka rosną pojedyncze okazy lilii złotogłów, a na trawiastym dnie doliny jest stanowisko pełnika europejskiego.
W wylocie doliny Paduch dawniej istniał Młyn Tarnówki na potoku Prądnik. W skałach w porośniętej lasem górnej części doliny znajduje się jaskinia Owczarnia.